# Karol Maksymilian Henckel von Donnersmarck
Karol Maksymilian Henckel von Donnersmarck (ur. 12 lutego 1642 w Świerklańcu, zm. 18 sierpnia 1720 tamże) – pan Tarnowskich Gór, baron i hrabia cesarstwa.

## Życiorys
Był młodszym synem hrabiego Jerzego Fryderyka i jego żony Anny Heleny von Kaunitz. Urodził się 12 lutego 1642 r. w Świerklańcu.
W 1671 r. przejął po ojcu władzę w Tarnowskich Górach. Starszy brat Leon Ferdynand otrzymał we władanie Bytom. Bracia podzieli się także prawami do kruszców. Starszy wraz z potomkami mógł wydobywać na terenie całej ziemi bytomskiej rudy żelaza, zaś młodszy galman.
Stosunki nowego pana z tarnogórzanami nie były poprawne i ci ostatni często skarżyli się na hrabiego do cesarza. Wysyłane komisje miały rozstrzygnąć spory. W 1677 r. zobowiązano Karola Maksymiliana do przestrzegania praw wolnego miasta górniczego Tarnowskich Gór. Hrabia nadał miastu przywileje. W 1679 r. zezwolił na odbywanie trzeciego jarmarku miejskiego w listopadzie w niedziele po św. Marcinie. Dwa lata później zgodził się na organizowanie czwartego jarmarku w styczniu po dniu cesarza Karola Wielkiego.
W 1691 r. wybuchł otwarty bunt. Hrabia żądał 5 tys. florenów, które jakoby miasto było mu winne. Wydany sześć lat później wyrok uwzględnił tylko część zarzutów Karola Maksymiliana. Ponownie nakazano mu przestrzegać przywilejów miasta. Ograniczono także jego swobodę w wyznaczaniu władz miasta: burmistrz mógł być tylko katolikiem, a pośród radnych katolicy musieli stanowić przynajmniej połowę. Sam hrabia był protestantem. Na początku XVIII w. cesarskie komisje ponownie godziły tarnogórzan i hrabiego.
Przełom stuleci był nie najlepszym okresem dla miasta. Stan finansów uległ gwałtownemu załamaniu. Około 1703 r. hrabia zreorganizował władze, oddzielając miejskie od górniczych. Mianowano żupnika i olbornika. Nie poprawiło to zdecydowanie sytuacji, ale wraz z innymi działaniami zdołano pozbyć się długów jakie miało miasto.
W 1713 r. w Tarnowskich Górach mieszkało ok. 1200 osób. W dwóch kolejnych latach padające deszcze zniszczyły zbiory. To z kolei stało się przyczyną wybuchu w 1715 r. zarazy. Zmarły wówczas 152 osoby.
W czasie rządów Karola Maksymiliana Tarnowskie Góry dwukrotnie gościły monarchów: w 1683 r. Jana III Sobieskiego, a w 1697 r. Augusta II Mocnego. Z królami spotkała się rodzina hrabiego. Obydwaj monarchowie zatrzymali się w siedzibie starostów ziemskich (dziś w budynku tym jest Muzeum i restauracja „Sedlaczek”).
W 1716 r. Karol Maksymilian przekazał władzę nad miastem i całym majątkiem starszemu synowi Leonowi Maksymilianowi. Możliwe, że zdecydowały o tym ciągłe spory z poddanymi oraz klęski jakie wówczas doświadczyło te ziemie.
Hrabia zmarł 18 sierpnia 1720 r. w swym zamku w Świerklańcu.

## Rodzina
W 1668 r. ożenił się z Elżbietą Katarzyną córką barona von Maltzan, pana stanowego na Miliczu. Gdy zmarła sześć lat później, szybko ożenił się powtórnie z Heleną Jadwigą, córką hrabiego Karola Maurycego von Roedern. Z dwóch małżeństw pozostawił gromadkę córek i dwóch synów. Wyżej wspomnianego Leona Maksymiliana i Karola Erdmanna – dwóch następnych panów Tarnowskich Gór.